# 松江市営野球場
松江市営野球場（まつえしえいやきゅうじょう）は、島根県松江市の松江総合運動公園内にある野球場。施設は松江市が所有し、株式会社エムアイしまねが指定管理者として運営管理を行っている。

## 概要・歴史
1978年9月1日竣工。開場以来高校野球、社会人野球などアマチュア野球公式戦が行われている。
プロ野球ではかつて阪急ブレーブス（現オリックス・バファローズ）が公式戦を年1カード2試合開催していたが、現在はプロの試合は開催されていない。
1998年に照明設備を追加設置するなど施設拡充が行われている。
2003年にモーニング娘。のコンサートで使用されたことがある。

## 施設概要
- 銀傘付鉄筋コンクリート造3階建
- グラウンド面積：13,830m2
- 両翼：92m、中堅：120m
- 内野：クレー舗装、外野：天然芝
- 照明設備：照明塔6基（平均照度：内野1200Lx）
- スコアボード：電光式
- 収容人数：14,951人（メインスタンド1,851人、内野スタンド3,900人、外野スタンド9,200人）

## 運動公園その他の施設
- 松江市営陸上競技場
- 松江市営補助競技場
- 松江市営庭球場

## 交通
- 松江駅から市バス「商業高校」行などで「運動公園入口」下車後徒歩約5分